# Copris hybridus
Copris hybridus är en skalbaggsart som beskrevs av Gillet 1910. Copris hybridus ingår i släktet Copris och familjen bladhorningar. Inga underarter finns listade i Catalogue of Life.